# Giuseppe Bartolomei
Giuseppe Bartolomei (Anghiari, 12 gennaio 1923 – Roma, 28 settembre 1996) è stato un politico italiano, già ministro della Repubblica.

## Biografia
Nato da una famiglia di amministratori agricoli, ad Anghiari, renitente alla chiamata alla leva della Repubblica Sociale, vive in clandestinità per alcuni mesi. All'indomani del passaggio del fronte, nell'agosto del 1944,si iscrive alla Democrazia Cristiana e fonda con alcuni amici la prima sezione della Valtiberina. Iscrittosi fin da giovane nella Democrazia Cristiana, il suo primo incarico istituzionale è quello di consigliere comunale ad Arezzo; ricopre il ruolo di segretario provinciale aretino della DC dal 1954 al 1961. Il grande salto è nel 1961, anno nel quale diventa segretario particolare e capo della segreteria di Amintore Fanfani Presidente del Consiglio.
Arriva in Parlamento nel 1963, per la IV Legislatura, eletto al  Senato della Repubblica con la DC; Bartolomei viene poi confermato senatore fino all'ottava Legislatura. Nel corso della sua attività parlamentare è stato Presidente dei senatori della DC dal luglio 1973 all'ottobre 1980 e varie volte capogruppo della DC. Nei governi Forlani, Spadolini I e II fu Ministro dell'agricoltura e delle foreste dal 1980 al dicembre 1982.
Non ripresentatosi alle elezioni politiche del 1983, assume l'incarico di Presidente della Banca Toscana nel 1984. Verrà confermato in tale incarico per quattro mandati consecutivi, da tre anni ciascuno, fino all'anno 1996, quando venne chiamato per un incarico da parte di Banca MPS in Europa. . Muore nel settembre dello stesso anno, all'età di 73 anni.